# Качановський Володимир Васильович
Качановський Володимир Васильович (13 (1 березня) 1853, с. Великий Ліс — 24 (11 квітня) 1901, Ніжин) — філолог та історик.

## Біографія
Народився в с. Великий Ліс (нині село Берестейської області, Білорусь). Закінчив історико-філологічний факультет Варшавського університету (1876). З науковою метою мандрував по слов'янських землях, Греції, Італії, Південної Франції. Повернувшись до Польщі, захистив магістерську дисертацію на тему: «Неизданный дубровницкий поэт А. М. Глегевич». Від 1883 — магістр слов'янської філології Варшавського університету, з 1886 — приват-доцент кафедри слов'янської філології Казанського університету, з 1888 — професор Ніжинського історико-філологічного інституту кн. О.Безбородька.
Видавав журнал «Вестник славянства» (Казань, 1888—1896). Автор близько 60 наукових праць.